# Schweizisk kortlek

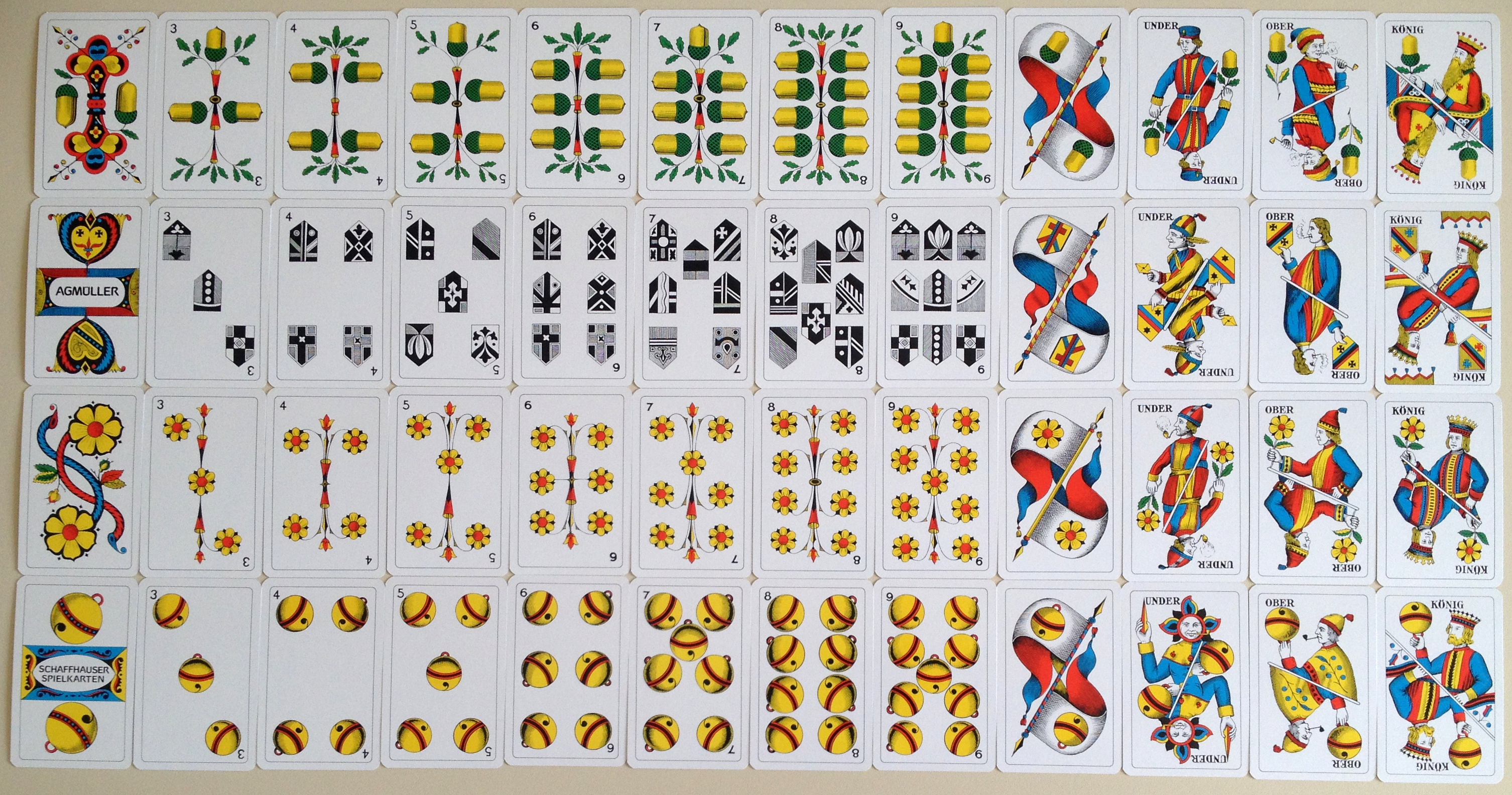
Schweizisk kortlek

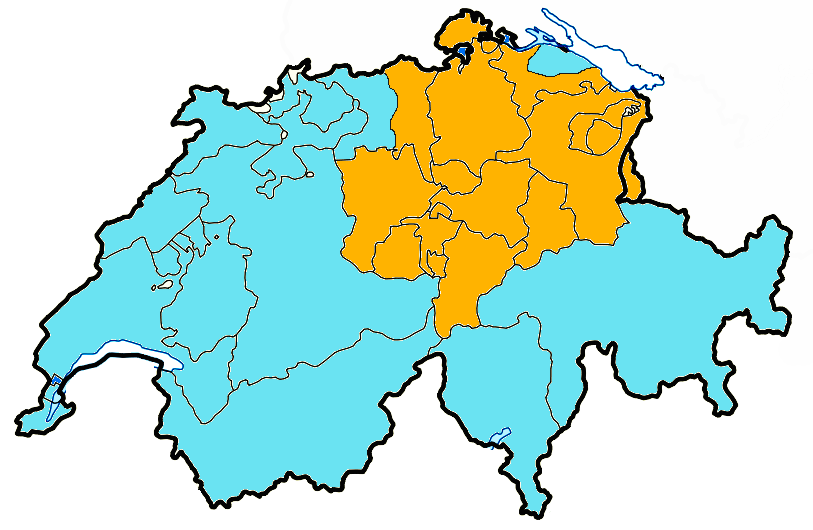
Schweizisk kortlek används i det oranga området. Fransk-engelsk kortlek i de blå områdena.

Schweizisk kortlek används i delar av det tysktalande Schweiz, samt i Liechtenstein. Den kallas av schweizarna själva för "tysk kortlek" eller "tysk-schweizisk kortlek". Kortleken används för att spela det i Schweiz populära spelet Jass.
| Ekollon Eicheln | Bjällror Schellen | Sköldar Schilten | Rosor Rosen |

Den schweiziska kortleken har fyra färger: ekollon (Eicheln), bjällror (Schellen), sköldar (Schilten) och rosor (Rosen). Ekollon och bjällror finns även i den tyska kortleken, medan sköldar och rosor är speciellt för den schweiziska.
I var och en av de fyra färgerna finns: fyra nummerkort (6:a-9:a), ett banér (som motsvarar 10:an) och tre målade/klädda kort: "under" (Under), "över" (Ober) och kung, samt ess. Sammanlagt har kortleken alltså 36 kort. 
Korten "under" och "över" syftar på olika samhällsklasser, där "under" är dåre eller narr (bjällror), budbärare, brevbärare eller skrivare (sköldar), bonde (rosor) eller soldat, page eller tjänare; medan "över" är finare kontorist, tillsyningsman eller officer. Man kan skilja dem åt genom att "under" håller sin färgfigur, till exempel sitt ekollon eller sin ros, upp-och-ner, pekande neråt, och "över" håller sin rättvänd, pekande uppåt. Alla fyra kungar är även de avbildade med var sin egen bild, olik de andra kungarnas.